# Sông Sở Thượng
Sông Sở Thượng (Preak Kaoh Sampŏu) còn gọi là rạch Sở Thượng, là đoạn hạ lưu của Preak Banam, chảy dọc theo biên giới Việt Nam-Campuchia theo hướng tây bắc-đông nam đổ vào sông (rạch) Hồng Ngự để hợp lưu vào sông Tiền Giang tại thành phố  Hồng Ngự. Sông Sở Thượng là con sông biên giới, phân chia giữa tỉnh Đồng Tháp của Việt Nam và tỉnh Prey Veng của Campuchia. Thượng nguồn của Sở Thượng, (sông) Preak Banam là một phân lưu của sông Mekong (Tiền Giang), nhận nước của Mekong từ thị trấn Peam Ro huyện Peam Ro tỉnh Prey Veng (cuối cùng lại đổ vào Mekong tại Hồng Ngự). Bờ bắc sông Sở Thượng là xã Kaoh Sampov của huyện Peam Chor tỉnh Prey Veng. Bờ nam sông là các xã Thường Thới Hậu A, Thường Thới Hậu B của huyện Hồng Ngự tỉnh Đồng Tháp. Sông Sở Thượng đổ nước vào rạch Hồng Ngự tại xã Tân Hội của thành phố Hồng Ngự. Sở Thượng cùng sông Sở Hạ (chảy theo hướng đông bắc-tây nam lại) hợp lưu vào rạch Hồng Ngự. Đồng thời 2 sông này đều là các sông biên giới của Đồng Tháp với Campuchia.
Sông Sở Thượng, cùng các sông Sở Hạ, rạch Cái Cỏ thượng lưu của sông Sở Hạ, rạch Hồng Ngự (tức sông Hợp Ân) vào thời nhà Nguyễn đều gọi chung là sông Vàm Dừa, làm biên giới của tỉnh Định Tường của Nam Kỳ Lục tỉnh với nước Cao Miên. Sông Sở Thượng là nhánh phía tây của Vàm Dừa. Sách Đại Nam nhất thống chí chép rằng: Sông Vàm Dừa ở thượng lưu sông Bát Chiên, cách huyện Kiến Hưng 213 dặm về phía tây, là ranh giới cực tây của tỉnh (đoạn rạch Cái Cỏ đến sông Sở Hạ ngày nay), trước kia có đặt thủ sở [Phong]-Cơ-Ca-Minh tức bảo Trấn Nguyên bây giờ [thời Tự Đức (1865-1883)]. Năm Gia Long thứ 18 [1819], dời thủ sở Thông Bình đến xứ Vàm Dừa giáp địa giới nước Cao Miên, đối với đạo Tân Châu thuộc Tiền Giang, để tiện thông báo tin tức. Về mặt tây sông này chia làm hai nhánh: Nhánh phía tây [ngược dòng] chảy qua Ba Cầu Nam (tức phủ Ba Nam) ra sông Tiền Giang, trích vào thượng du đạo Tân Châu (chính là đoạn sông Sở Thượng ngày nay), [rồi] ngược dòng đến sông Nam Vang. Nhánh phía nam chảy xuống sông Hợp Ân, ra sông Tiền Giang, 70 dặm đến thủ sở Hùng Ngự (Hồng Ngự).